# Conservatorio dei Poveri di Gesù Cristo

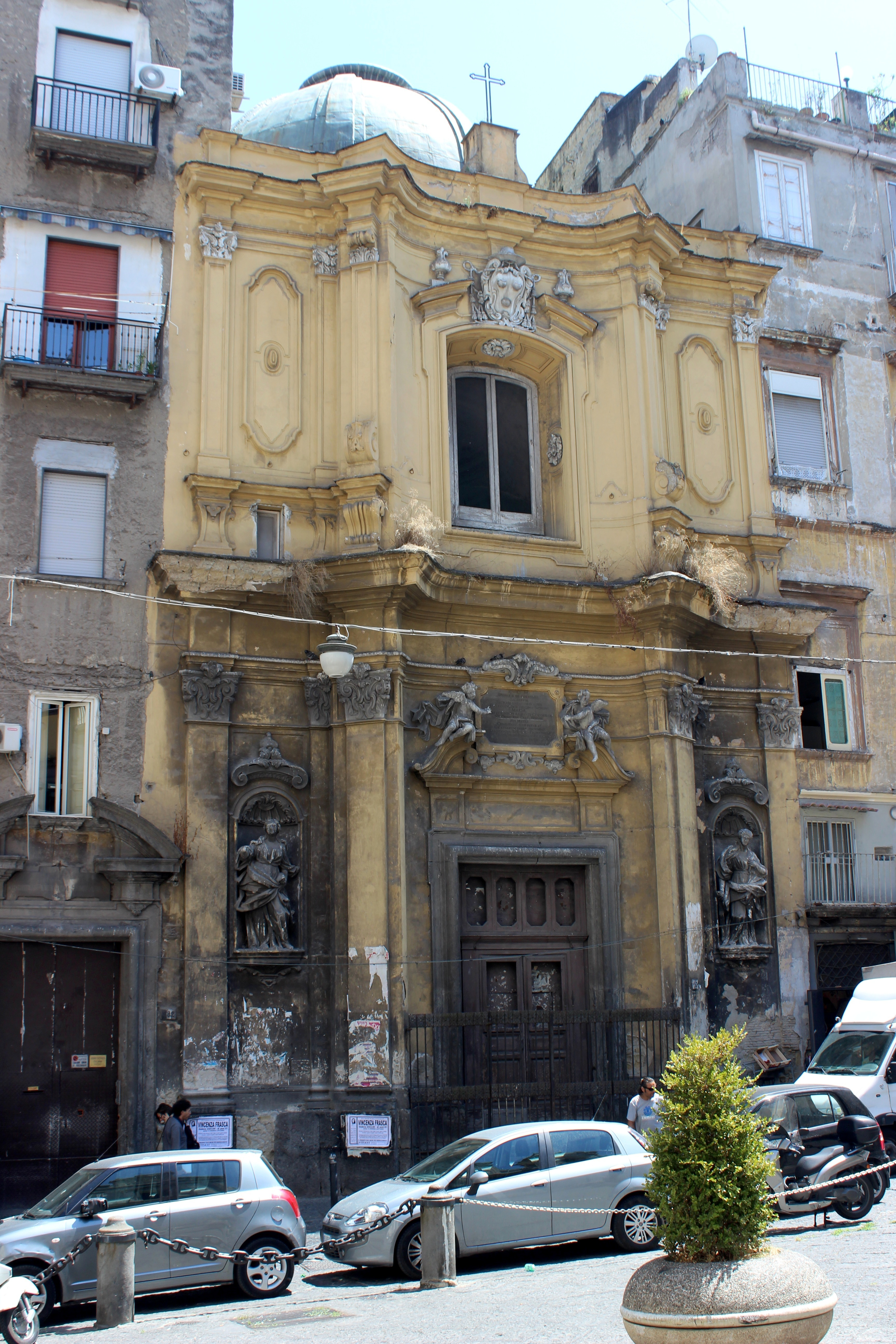
Fassade der Kirche Santa Maria della Colonna, ehemals Teil des Conservatorio dei Poveri di Gesù Cristo (in katastrophalem Zustand, noch vor der 2018 abgeschlossenen Restaurierung)

Das Conservatorio dei Poveri di Gesù Cristo (Konservatorium der Armen Jesu Christi) war eines der vier berühmten Waisenhäuser und Konservatorien von Neapel, die im 17. und 18. Jahrhundert eine entscheidende Rolle bei der Bildung der sogenannten Neapolitanischen Schule spielten und auch berühmt als Ausbildungsstätten von Kastratensängern waren. Es lag mitten in einem der drei decumani des einstigen antiken Stadtzentrums, in der Via del Sole, an der Ecke zum Vicolo dei Panettieri, und war das kurzlebigste dieser Institute: es existierte nur bis 1743.
Im Herbst 2018 wurde die Kirche Santa Maria della Colonna, die einst zum Conservatorio dei Poveri gehörte, nach einer 40-jährigen Restaurierungsphase wiedereröffnet; neben einer Wiederaufnahme der religiösen Funktionen sind auch kulturelle und musikalische Veranstaltungen geplant, u. a. mit CERSIM.

## Geschichte
Die Gründung der Poveri di Gesù Cristo kam zustande durch das Wirken eines Terziaren der Franziskaner, Marcello Fossataro, der tief erschüttert war von den Waisenkindern, die nach der großen Pest von 1589 auf den Straßen Neapels allein zurückgeblieben waren und ein trauriges Dasein führten. Er sammelte Spenden für die Gründung eines neuen Waisenhauses und rief dabei immer den Spruch: „Fate la carità ai Poveri di Gesù Cristo“ („Habt Mitleid mit den Armen Jesu Christi“) – daher soll der Name des Institutes stammen.
Erste Dokumente stammen von 1596, als Marcello Fossataro ein Bittschreiben an Papst Clemens VIII. sandte und um Erlaubnis zur Gründung des Waisenhauses bat. In einem anderen Schreiben an den Kanonikus der Kathedrale, Don Hyeronimo Margarita, bat er diesen, zu seinen Gunsten beim Erzbischof von Neapel, Kardinal Alfonso Gesualdo, dem Onkel des berühmten Komponisten Carlo Gesualdo, zu intervenieren.
1602 erhielt Fossataro die offizielle Erlaubnis von Alfonso Gesualdo, mit der Auflage, dass die Waisen im christlichen Glauben unterrichtet würden, und dass man ihnen ein gesittetes Betragen, und Lesen und Schreiben beibringe. Einzige Auflage für die Aufnahme war, dass ein Kind nicht jünger als 7 Jahre sein durfte, weil kleinere Kinder von Frauen betreut werden müssten; außerdem durften die Neuankömmlinge nicht an einer ansteckenden Krankheit leiden.
Die Kleidung der Poveri bestand aus einer roten Soutane und einem blauen Obergewand (Zimarra), dazu ein blaues Barett. Es waren die gleichen Farben, mit denen man traditionellerweise Jesus Christus darstellte, dessen Namen sie trugen.
Die weitere Geschichte des Institutes ist insgesamt nicht sehr gut dokumentiert, es scheint jedoch relativ ruhig und problemlos funktioniert zu haben, abgesehen von
Schwierigkeiten mit den benachbarten Mönchen der Kongregation vom Oratorium des heiligen Philipp Neri, die sich regelmäßig beklagten und forderten, dass während ihrer Esserzitien in der Kirche der Poveri keine Messfeiern abgehalten, keine Glocken geläutet und weder gesungen noch sonst ein Lärm gemacht werden solle.
1730 kam es jedoch zu einem schrecklichen Eklat: diffusen Vorwürfen gewaltsamer und repressiver Erziehungsmethoden und schlechter Führung versuchte der anscheinend Rektor als Hauptverantwortlicher dadurch zu begegnen, dass er die sogenannten „Corsori“, die berüchtigte Miliz der erzbischöflichen Kurie, zu Hilfe rief.  Diese bestraften bei einer „Razzia“ nicht nur Geistliche, die sich irgendwelcher Sünden schuldig gemacht hatten, sondern es kam auch einer der Schüler namens Domenico Lanotte ums Leben.  Diese Vorfälle warfen ein schlechtes Licht auf das Conservatorio und sorgten auch in der neapolitanischen Bevölkerung für Verärgerung.
In den folgenden 13 Jahren kam das Poveri di Gesù Cristo immer weiter herunter, ältere Schüler sollen z. T. geflüchtet sein, um schlechter Behandlung zu entgehen. Am Ende wurde das Institut geschlossen und die wenigen noch übriggebliebenen Schüler wurden auf die anderen drei Konservatorien von Neapel verteilt.
Trotz des bitteren Endes fällt auf, dass eine ganze Reihe bedeutender musikalischer Persönlichkeiten aus dem Conservatorio dei Poveri hervorgingen oder selber hier unterrichteten.

## Schüler und Lehrer der Poveri di Gesù Cristo
Lehrer:
- Giovanni Salvatore
- Gaetano Greco (um 1657–1728)
- Francesco Feo (1691–1761)
- Donato Ricchezza

Schüler:
- Matteo Sassano, genannt Matteuccio (1667–1737)
- Francesco Durante (1684–1755)
- Nicola Antonio Porpora (1686–1768)
- Leonardo Vinci (um 1690–1730)
- Farinelli (1705–1782)
- Giuseppe Avossa (1708–1796)
- Giovanni Battista Pergolesi (1710–1736)
- Domènech Terradellas (1711–1751)
- Giuseppe Arena
- Giacomo Insanguine
- Niccolò Jommelli (1714–1774)
- Tommaso Traetta (1727–1779)